# مالکوم وایزمن
مالکوم وایزمن (انگلیسی: Malcolm Wiseman; ۱۲ ژوئیهٔ ۱۹۱۳ – ۱۱ آوریل ۱۹۹۳) بازیکن بسکتبال اهل کانادا بود.